# Taikurî
Taikurî (în ucraineană Тайкури) este localitatea de reședință a comunei Taikurî din raionul Rivne, regiunea Rivne, Ucraina.

## Demografie
Componența lingvistică a localității Taikurî
     Ucraineană (98,22%)
     Rusă (1,78%)
Conform recensământului din 2001, majoritatea populației localității Taikurî era vorbitoare de ucraineană (98,22%), existând în minoritate și vorbitori de rusă (1,78%).